# ما ينبت في العظام (رواية)
ما ينبت في العظام (بالإنجليزية: What's Bred in the Bone)‏ هي ثاني رواية في ثلاثية كورنيش للكاتب الكندي روبرتسون ديفيز، نشرت عام 1985، عن دار نشر ماكميلان في كندا.

## روابط خارجية
- ما ينبت في العظام على موقع الموسوعة البريطانية (الإنجليزية)